# 준대형 트럭
준대형 트럭은 중형 트럭보다는 크고 대형 트럭보다는 작은 트럭이다.

## 특징
주로 8톤 이상~11톤 미만의 트럭을 의미하며 덤프트럭이나 레미콘이 대부분이다.

## 시판 차량
- 현대 뉴 파워트럭
- 타타대우 노부스

## 단종 차량
- 기아 그랜토
- 기아 AM트럭
- 기아 KB트럭
- 삼성 SM트럭
- 쌍용 SY트럭
- 쌍용 DA트럭
- 현대 슈퍼트럭
- 현대 대형트럭
- 포드 D 시리즈
- 대우 대형트럭
- 대우 차세대 트럭
- 신진 대형트럭
- 타타대우 프리마